# Tolovići
Tolovići su naseljeno mjesto u općini Vitez, Federacija Bosne i Hercegovine, BiH.

## Stanovništvo

### 1991.
Nacionalni sastav stanovništva 1991. godine, bio je sljedeći:
ukupno: 321
- Srbi - 194
- Muslimani - 109
- Jugoslaveni - 18

### 2013.
Nacionalni sastav stanovništva 2013. godine, bio je sljedeći:
ukupno: 145
- Bošnjaci - 143
- Hrvati - 1
- Srbi - 1